# سالو
با سالو (ایتالیا)، اشتباه نشود.
سالو شهری ساحلی در ناحیهٔ بایش کمپ در استان تاراگنای کاتالونیا است.